# Brasagem
Brasagem é um processo térmico com o objetivo de proporcionar a junção ou revestimento de peças e materiais metálicos por meio um metal de adição em fusão, chamado meio de brasagem (sendo este um metal relativamente puro ou uma liga). Tal processo é realizado na maioria das vezes com o emprego de um meio fluxante (fluxo), à qual serve para eliminar possíveis impurezas. Diferentemente da soldagem, o material de adição ou de brasagem é diferente e tem um ponto de fusão mais baixo do que o material de base que está sendo brasado (o correspondente na brasagem ao soldado de soldagem). A temperatura de fusão do material de base não é atingida. Formas comerciais comuns do material de adição são arames, varetas, chapas, fitas, barras, pós, pastas ou ainda peças já conformadas.
A brasagem permite a junção de peças de metais completamente diferentes ou mesmo incompatíveis, como entre o titânio e o aço inoxidável.